# Olympische Jugend-Winterspiele 2024/Bob
Bei den IV. Olympischen Jugend-Winterspielen 2024 in Gangwon fanden zwei Wettbewerbe im Bobfahren statt. Austragungsort war das Alpensia Sliding Centre, wo auch die Skeleton- und Rennrodelwettbewerbe stattfanden.

## Qualifikation
Jedes Nationale Olympische Komitee (NOK) konnte maximal drei Athleten pro Geschlecht qualifizieren. Teilnahmeberechtigt waren Sportler, die zwischen dem 1. Januar 2006 und dem 31. Dezember 2009 geboren sind.
Die Vergabe der Quotenplätze basierte auf der Gesamtpunktzahl, die jeder Athlet in der IBSF-Jugendrangliste in den Saisons 2022/23 und 2023/24 gesammelt hatte. Die Qualifikationsveranstaltungen bestanden aus zwölf Rennen auf mindestens vier verschiedenen Strecken. Es wurden nur die acht besten Ergebnisse der Athleten aus diesen zwölf Rennen berücksichtigt.
Die NOKs und das Gastgeberland Südkorea hatten Anspruch auf eine Quotenzuteilung für ihren bestplatzierten Athleten gemäß der am 10. Dezember 2023 veröffentlichten Rangliste, bis die maximale Anzahl von 18 Quotenplätzen pro Geschlecht erreicht war.
Folgende Nationen hatten einen Quotenplatz erreicht:
| NOK                 | Männer | Frauen | Gesamt |
| ------------------- | ------ | ------ | ------ |
| Brasilien           | 2      | 0      | 2      |
| Dänemark            | 0      | 1      | 1      |
| Deutschland         | 3      | 0      | 3      |
| Frankreich          | 1      | 0      | 1      |
| Großbritannien      | 1      | 0      | 1      |
| Jamaika             | 0      | 1      | 1      |
| Kanada              | 1      | 1      | 2      |
| Lettland            | 0      | 2      | 2      |
| Österreich          | 1      | 0      | 1      |
| Polen               | 1      | 0      | 1      |
| Rumänien            | 2      | 2      | 4      |
| Südkorea            | 1      | 1      | 2      |
| Thailand            | 1      | 1      | 2      |
| Tunesien            | 1      | 2      | 3      |
| Vereinigte Staaten  | 3 2    | 1      | 3      |
| Volksrepublik China | 1      | 0      | 1      |
| Gesamt: 16 NOKs     | 18     | 12     | 30     |

## Zeitplan
| Zeitplan Bob   | Zeitplan Bob | Zeitplan Bob | Zeitplan Bob | Zeitplan Bob | Zeitplan Bob | Zeitplan Bob | Zeitplan Bob | Zeitplan Bob |
| Wettbewerbe    | Januar       | Januar       | Januar       | Januar       | Januar       | Januar       | Januar       | Januar       |
| Wettbewerbe    | 16.          | 17.          | 18.          | 19.          | 20.          | 21.          | 22.          | 23.          |
| -------------- | ------------ | ------------ | ------------ | ------------ | ------------ | ------------ | ------------ | ------------ |
| Männer         |              |              |              |              |              |              |              |              |
| Monobob        |              |              |              |              |              |              |              |              |
| Frauen         |              |              |              |              |              |              |              |              |
| Monobob        |              |              |              |              |              |              |              |              |
| Entscheidungen | 0            | 0            | 0            | 0            | 0            | 0            | 1            | 1            |

|  | Training |  | Medaillenentscheidung |

## Bilanz

### Medaillenspiegel
| Platz  | Land     | Gold | Silber | Bronze | Gesamt |
| ------ | -------- | ---- | ------ | ------ | ------ |
| 1      | Dänemark | 1    | –      | –      | 1      |
| 1      | Südkorea | 1    | –      | –      | 1      |
| 3      | Thailand | –    | 1      | –      | 1      |
| 3      | Tunesien | –    | 1      | –      | 1      |
| 5      | China    | –    | –      | 1      | 1      |
| 5      | Rumänien | –    | –      | 1      | 1      |
| Gesamt | Gesamt   | 2    | 2      | 2      | 6      |

### Medaillengewinner
| Disziplin      | Gold              | Silber                 | Bronze                     |
| -------------- | ----------------- | ---------------------- | -------------------------- |
| Monobob Männer | So Jaeh-wan (KOR) | Jonathan Lourimi (TUN) | Chi Xiangyu (CHN)          |
| Monobob Frauen | Maja Voigt (DEN)  | Agnese Campeol (THA)   | Mihaela Alexia Anton (ROU) |

## Ergebnisse

### Männer
| Platz | Land | Athlet                      | Zeit (min) |
| ----- | ---- | --------------------------- | ---------- |
| 1     | KOR  | So Jaeh-wan                 | 1:48,63    |
| 2     | TUN  | Jonathan Lourimi            | 1:49,96    |
| 3     | CHN  | Chi Xiangyu                 | 1:50,18    |
| 4     | GER  | Julian Klein                | 1:50,56    |
| 5     | POL  | Michał Mikołajski           | 1:50,60    |
| 6     | ROU  | Florin-Dicu Mihai           | 1:50,69    |
| 7     | THA  | Kitthamet Palakai           | 1:51,07    |
| 8     | GER  | Tillmann Hecking            | 1:51,16    |
| 9     | USA  | John Bernard Lansing        | 1:51,22    |
| 10    | BRA  | Luis Filipe Seixas de Souza | 1:51,72    |
| 11    | GER  | Ben Mielke                  | 1:52,00    |
| 12    | AUT  | Henning Beierl              | 1:52,06    |

Datum: 23. Januar 2024

### Frauen
| Platz | Land | Athletin              | Zeit (min) |
| ----- | ---- | --------------------- | ---------- |
| 1     | DEN  | Maja Voigt            | 1:53,31    |
| 2     | THA  | Agnese Campeol        | 1:54,17    |
| 3     | ROU  | Mihaela Alexia Anton  | 1:54,34    |
| 4     | LAT  | Amelija Kotāne        | 1:54,54    |
| 5     | LAT  | Kate Prudāne          | 1:54,81    |
| 6     | ROU  | Luiza Georgiana Olaru | 1:55,20    |
| 7     | KOR  | Choi Si-yeon          | 1:55,22    |
| 8     | USA  | Emily Bradley         | 1:55,43    |
| 9     | CAN  | Talia Melun           | 1:56,06    |
| 10    | TUN  | Beya Mokrani          | 1:56,28    |
| 11    | JAM  | Adanna Johnson        | 1:56,29    |
| 12    | TUN  | Sophie Ghorbal        | 1:56,31    |

Datum: 22. Januar 2024